# 福引

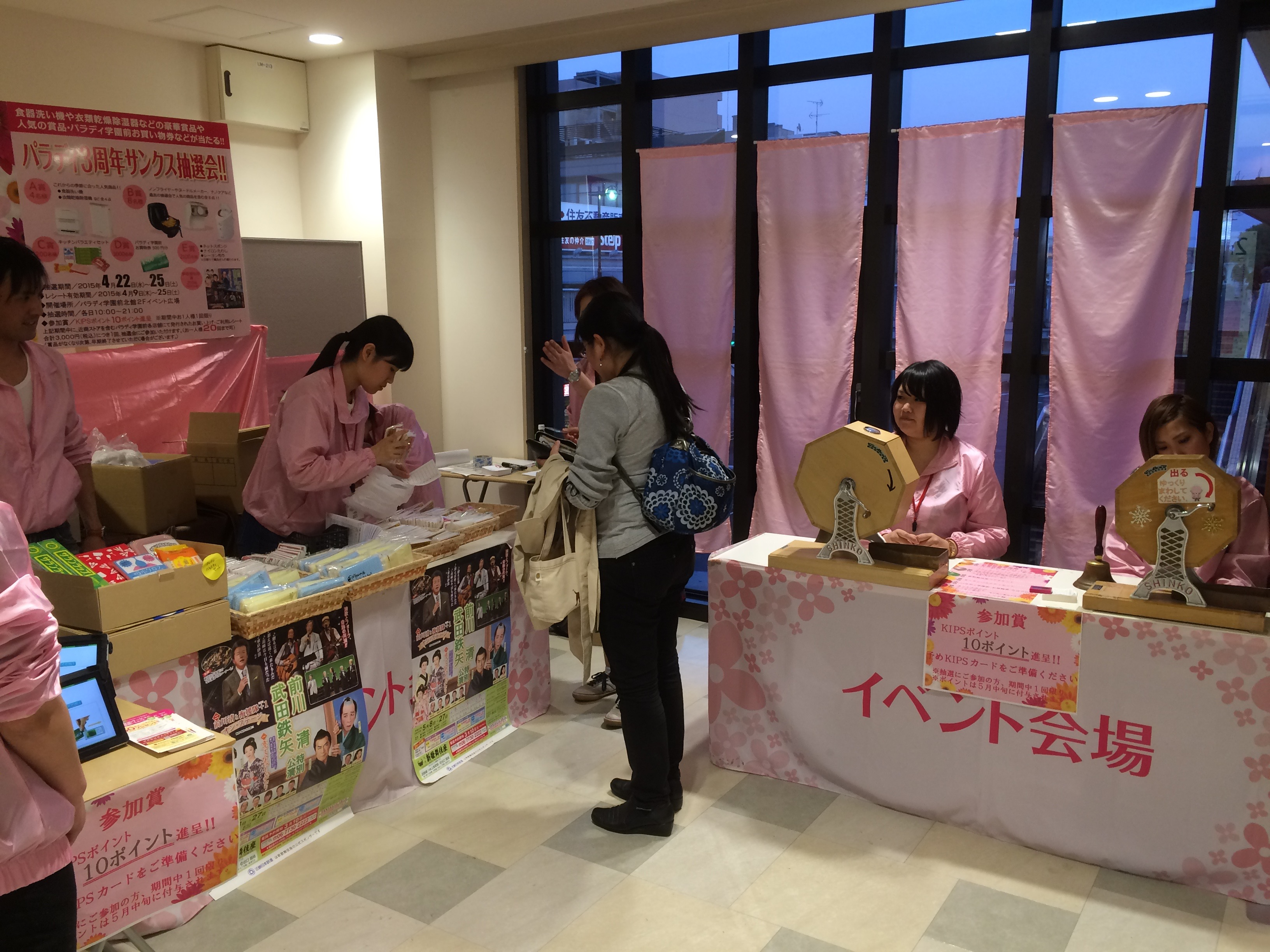

福引（ふくびき）とは、「当たり」や「はずれ」、または景品の種類を定めたくじを引き、当たった場合は景品などを配るという、遊戯的な性格をもった抽選である。
歴史的には、702年に聖武天皇が正月に布などを景品として短冊を引く余興を行ったのがはじまりとも言われている。また、年初にその年の吉兆を占うため、2人で1つの餅を引っ張り合い、どのようにちぎれるかを見る縁起かつぎとの関連も指摘されている。
今日では、商店街の販売促進の一環や祭りの出し物として、くじ引きや抽選器（ガラガラ、ガラポン）を用いて行われることが多い。
日本の法律的には商品やサービスを購入して福引きの権利を配布する場合は、販売価格や賞品の価格の条件を満たせば「クローズド懸賞」に該当し、実施することが出来る。
なお刑法に富くじ販売・取次・授受罪（刑法187条）があるが、一般に福引の形態は券そのものを販売するのではなく買物時などに無料配布されるもので落選者が財産を失う関係にないから刑法の「富くじ」には該当しない。しかし、くじが有料で販売されたもので、それにより落選者が財産を失う関係にある場合には刑法に抵触するおそれがある。例えば事前に抽選券を販売してその販売価格を上回る景品が一部の者にのみ当たるという形式をとることは、刑法で禁じられている富くじ行為に該当するおそれがある。